# Wereldtentoonstelling van 1962
De Wereldtentoonstelling van 1962 werd gehouden in Seattle onder de naam Century 21 Exposition. Het was de 28e universele wereldtentoonstelling en werd door het BIE geclassificeerd als algemene tentoonstelling van de tweede categorie, een destijds gebruikte sub-categorie van universele wereldtentoonstelling.

## Kandidatuur
In 1955 kwam Seattle met een plan voor een wereldtentoonstelling met de werknaam Western Festival. Seattle moest het als provinciestad opnemen tegen New York en Moskou en het BIE had flink wat reserves tegen Amerikaanse gegadigden omdat de Verenigde Staten het BIE-verdrag niet ondertekend hadden. Moskou viel af omdat de Sovjet-Unie de tentoonstelling wilde gebruiken als herdenking van 50 jaar revolutie en dus mikte op 1967. Nadat de New Yorkse organisator zich in de pers neerbuigend over het BIE had uitgelaten kreeg Seattle uiteindelijk toch de tentoonstelling toegewezen. New York organiseerde twee jaar later toch een "illegale" wereldtentoonstelling door het terrein van 1939 op te knappen.

## Tentoonstelling
Op de tentoonstelling waren slechts 24 landen vertegenwoordigd, in Brussel waren dat nog 44 landen en in Montreal 60. Naast de landenpaviljoens waren er vele thematische paviljoens. Het destijds zeer actuele thema ruimtevaart kwam aan bod met de capsule van John Glenn en de bouw van de 184 meter hoge Space Needle, het symbool van de tentoonstelling.
Aan de beeldende kunst was onder de titel art since 1950 een aparte catalogus gewijd, met als voorwoord onder andere een manifest van Willem Sandberg. Andere vertegenwoordigers van Nederland en België waren Pierre Alechinsky, Karel Appel, Wessel Couzijn, Raoul d'Haese, Ger Lataster, Lucebert, Reinhoud, Bram van Velde, Carel Visser en Jaap Wagemaker.

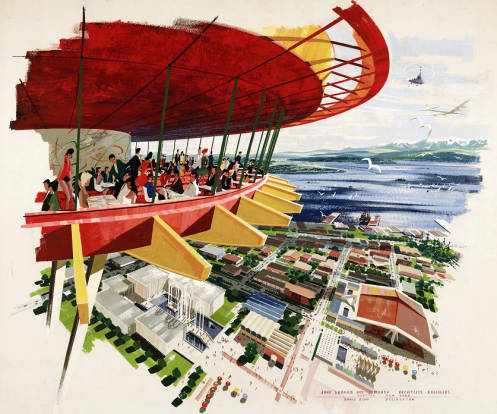
Schets van het restaurant in de Space Needle

## Publicatie
- art since 1950. american and international. seattle world's fair 1962.